# María del Carmen Franco y Polo

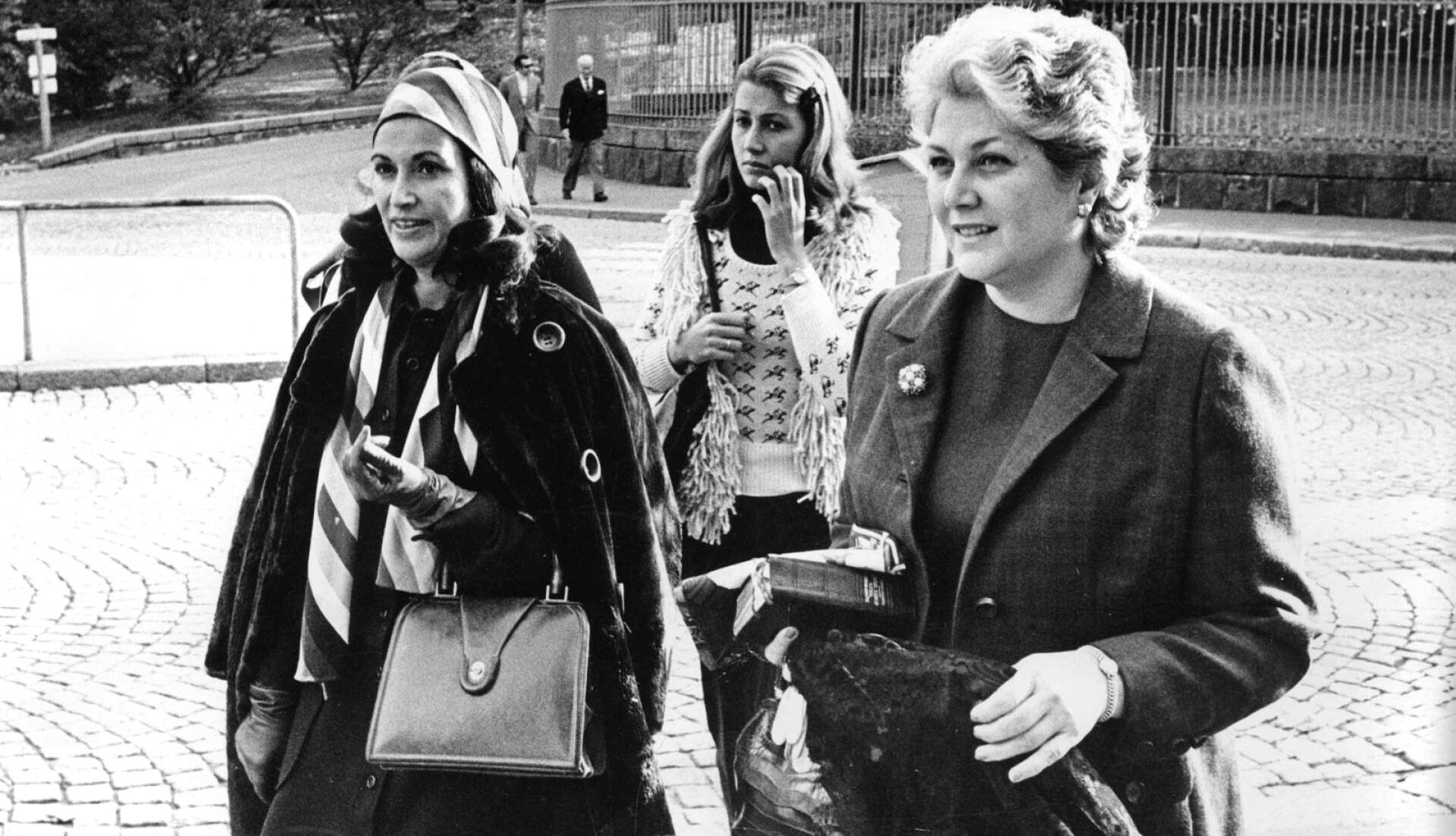
Carmen Franco (till vänster) på besök i Helsingfors år 1971.

María del Carmen Franco y Polo, född 14 september 1926 i Oviedo i Asturien, död 29 december 2017 i Madrid, var dotter och enda barn till Spaniens diktator Francisco Franco och Carmen Polo y Martínez-Valdés.
Hon gifte sig 1950 med kirurgen Cristóbal Martínez-Bordiú, 10:e markis av Villaverde. Hon fick sju barn, varav äldsta dottern Maria del Carmen Martínez-Bordiú y Franco gifte sig 1972 med Spaniens dåvarande ambassadör i Stockholm, prins Alfonso de Borbón y Dampierre, hertig av Cadiz, pretendent till Frankrikes tron.
Strax efter sin fars död 1975 blev hon av Spaniens kung Juan Carlos upphöjd till hertiginna med titeln "Duquesa de Franco" (hertiginna av Franco).
Hon greps på Madrids flygplats 1978 under ett försök att smuggla ut guld, juveler och medaljer till ett värde av 300 miljoner pesetas.
Hon var ordförande för organisationen Fundación Nacional Francisco Franco (FNFF) (1976), som drev falangistisk propaganda. I egenskap av Francos dotter blev hon en ikon för anhängarna av francoismen. 
Hon skrev 2008 tillsammans med Stanley G. Payne och Jesús Palacios Tapias en biografi om sin far, Franco, My Father.